# Hornillayuso
Hornillayuso es una localidad situada en la provincia de Burgos, comunidad autónoma de Castilla y León (España), comarca de Las Merindades, partido judicial de Villarcayo, ayuntamiento de Merindad de Sotoscueva. Pertenece al grupo de pueblos conocido informalmente como "Las tres Hornillas" (Hornillayuso, Hornillalastra y Hornillalatorre, aunque antiguamente existía un cuarto pueblo ya desaparecido llamado Hornilla la Parte)

## Geografía
Hornillayuso se encuentra en el valle del río Trema; a 9 km de Villarcayo, cabeza de partido, y a 84 de Burgos. Autobús, Villarcayo-Espinosa de los Monteros. Por el pueblo cruza el Arroyo de la Hoz, que va a desembocar en el río Trema. Al suroeste se encuentra una dolina (conocida comúnmente como "la torca" o "Cueva de la Torcona") por la que fluye el río de las cuevas del subsuelo, ya que se encuentra dentro del espacio natural de Ojo Guareña. 

## Situación administrativa
En las elecciones locales de 2007 correspondientes a esta entidad local menor concurre solo una candidatura encabezada por Bernabé Peña Sáinz (PP), siendo reelegido en 2017 por última vez.  Actualmente se espera subvención del gobierno para crear un ayuntamiento propio, desvincularse de Cornejo y dominar el mundo.

## Economía
La economía de Hornillayuso se ha basado históricamente en la agricultura, la ganadería y el comercio. De esta manera, podemos encontrar referencias a la existencia de arrieros, especialmente de la familia de hijosdalgo López-Borricón, siendo Manuel López-Borricón (Hornillayuso) y Juan de Pereda (Bedón) los que recorrían viajes más largos de la Merindad de Sotoscueva.

La siguiente tabla está extraída del Catastro de Ensenada. En ella se muestran los arrieros existentes en el pueblo de Hornillayuso en el año 1.753
| Nombre                 | Pueblo       | Animales  | Trayecto                | Ingresos     | Líquido      |
| Manuel López-Borricón  | Hornillayuso | 10 machos | Bilbao-Arévalo          | 9.000 Reales | 1.500 Reales |
| Esteban López-Borricón | Hornillayuso | 7 machos  | Bilbao-Tierra de Campos | 6.200 Reales | 1.050 Reales |
| Juan López-Borricón    | Hornillayuso | 7 machos  | Bilbao-Tordesillas      | 6.200 Reales | 1.050 Reales |

## Demografía
En la siguiente tabla se puede encontrar la evolución de la población durante los últimos años
| Gráfica de evolución demográfica de Hornillayuso entre 2000 y 2024 |
|                                                                    |
| Población de derecho (2000-2024) según el padrón municipal del INE |

## Parroquia
Iglesia de San Esteban Protomártir, dependiente de la parroquia de Cornejo en el Arcipestrazgo de Merindades de Castilla la Vieja, diócesis de Burgos. En la misma, se puede encontrar grabado el año 1889, año de construcción. En el pasado también existió una ermita dedicada a San Roque, ahora mismo inexistente, pero que sigue figurando en los mapas oficiales por error.
El 3 de marzo de 1776 nace en este pueblo Francisco López Borricón, hijo de familia hidalga, que llegó a ser obispo.

## Historia
Poca es la documentación que existe sobre este poblado. Las primeras constancias escritas datan de 1105. En dichos manuscritos se hace  referencia a "Lomiella de Yuso" antiguo nombre que luego degeneraría en la voz Hornillayuso. Más tarde en siglo XIV bajo el reinado de Pedro I de Castilla  se elaborará el Libro becerro en el cual se recoge lo siguiente:

Lomiella de yuso.

Pagan al rey monedas e servicios 
Quando los de la tierra. Otrosi dan fonsadera en lo déla orden e non ay otros derechos ningunos son naturales desta behetria Pedro Fernandez e non conoscian otro ninguno. 
Derechos de los señores. 
Dan alos señores de la behetria vna gallina de cada solar Et quando muere el señor de la casa que dan al su mino zapatos Dan alos otros señores segunt se abiene con el señor e seguirá el heredamiento que tiene e non ay otros derechos. 
Este logar es dello behetría e dello abbadengo de santa clara de medina e de sant martin de helines e son naturales desta behetría fijos e nietos de sancho sanches e non conoscien otro ninguno. 
Derechos del rey. 
Pagan al rey monedas e servicios quando los de Ja tierra. Dan de martiniega sesenta e tres mrs. e tercia. 
Derechos de los señores. 
Dan a Pedro Fernandez el que ha par de bueyes para labrar quelda dos almudes de pan de ceuada e trigo e vna gallina e vna quarta de ceuada Et elque ha vn ganado la meitat Et ay solares del abbat de helines quel dan de cada vno dos almudes de pan medio trigo e medio ceuada Et de tres solares de santa clara doze almudes de pan medio trigo e medio ceuada e doze marabedis en dineros e tres gallinas Et délos otros solares que an los señores sus infurciohes segunt se abiene por el solar e por el heredamiento.
Libro Becerro de las Behetrías de Castilla, s. XIV

En el padrón de 1653, elaborado bajo el reinado de Felipe IV de España consta la existencia de 40 hijosdalgo y un miembro del clero (posiblemente el sacerdote del pueblo).
En el censo de  Floridablanca de 1787 aparece como Lugar. Entonces como parte de la  Merindad de Sotoscueva y corregimiento de Las Merindades de Castilla la Vieja, que era integrante junto con otros trece de la Intendencia  de Burgos entre 1785 y 1833. Su jurisdicción era de realengo y  tenía un regidor pedáneo propio. 
Para aportar cierto contexto sobre la importancia de este pueblo, podemos tomar como referencia los datos recogidos sobre el pueblo de Bedón, población con mucha importancia económica en la época, según los documentos citados anteriormente. En el padrón de 1653 Bedón consta de 32 hijosdalgo, frente a los 40 hijosdalgo en Hornillayuso. Más tarde en censo de Floridablanca Hornillayuso aún era una de  las poblaciones más importantes de la zona con 15 habitantes de la nobleza frente a 17 nobles en Bedón.
Así se describe a Hornillayuso en el tomo IX del Diccionario geográfico-estadístico-histórico de España y sus posesiones de Ultramar, obra impulsada por Pascual Madoz a mediados del siglo XIX:

Lugar en la provincia, diócesis, audiencia territorial y capitanía general de Burgos (14 ½ leguas), partido judicial de Villarcayo (2 ¼), y ayuntamiento de la merindad de Sotoscueva; Situado la mayor parte en una cuesta y dividido por el riachuelo llamado Trema; el clima es frío, pero bastante sano. Tiene 12 casas, una fuente dentro de la población, una iglesia parroquial (San Esteban) servida por un cura párroco y un sacristán, y una ermita bajo la advocación de San Juan de Trema, en el término. Este confina N Hornilla la Lastra; E Pereda; S Butrera, y O Cornejo. El terreno es de buena calidad, y le atraviesa el expresado riachuelo que, entrando por debajo de la cueva denominada de San Bernabé, se oculta hasta el sitio de su mismo nombre, distante de aquella una legua; junto al pueblo se encuentra un monte poblado de robles y encinas. Caminos: los vecinales en mediano estado. Correos: la correspondencia se recibe de Villarcayo por los mismos interesados. Producciones: granos y legumbres; cría ganado de todas clases; caza de perdices, codornices, sordas y palomas; y pesca de truchas. Industria: la agrícola. Población: 10 vecinos, 38 almas. Capital productivo: 103.710 reales. Imponible: 9.922.
Diccionario geográfico-estadístico-histórico de España y sus posesiones de Ultramar

## Fiestas y costumbres
Se celebran el tercer fin de semana de agosto, siendo viernes, sábado y domingo.
Su patrón es San Esteban protomartir. Se inauguran y clausuran con el tradicional chupinazo. Al igual que muchos otros pueblos de Castilla y León, el pasacalles es también parte del folclore, como el torneo de bolos tres tablones.